# Selena Tan
Selena Tan (nacida en 1971) es una actriz y guionista singapurense, reconocida por hacer parte del trío cómico Dim Sum Dollies, por su aparición en la popular película de Jon M. Chu Crazy Rich Asians y por escribir los guiones de una gran cantidad de obras. En el año 2000, Tan fundó Dream Academy, encargada de producir espectáculos en vivo.

## Primeros años
Tan nació en 1971 en Singapur, hija del coronel del ejército Charles Tan y de la empresaria Daisy Lim. Es la mayor entre cinco hermanos. Estudió en la Escuela Metodista Fairfield y en el Colegio Infantil Raffles, y se graduó con un título en derecho de la Universidad Nacional de Singapur.
Empezó a actuar a los 14 años y recibió formación de la dramaturga y actriz Christina Sergeant. También apareció en producciones escolares y obras de teatro comunitarias hasta sus años de estudiante. También actuó en obras de teatro mientras trabajaba a tiempo completo como abogada de litigios generales.

## Carrera

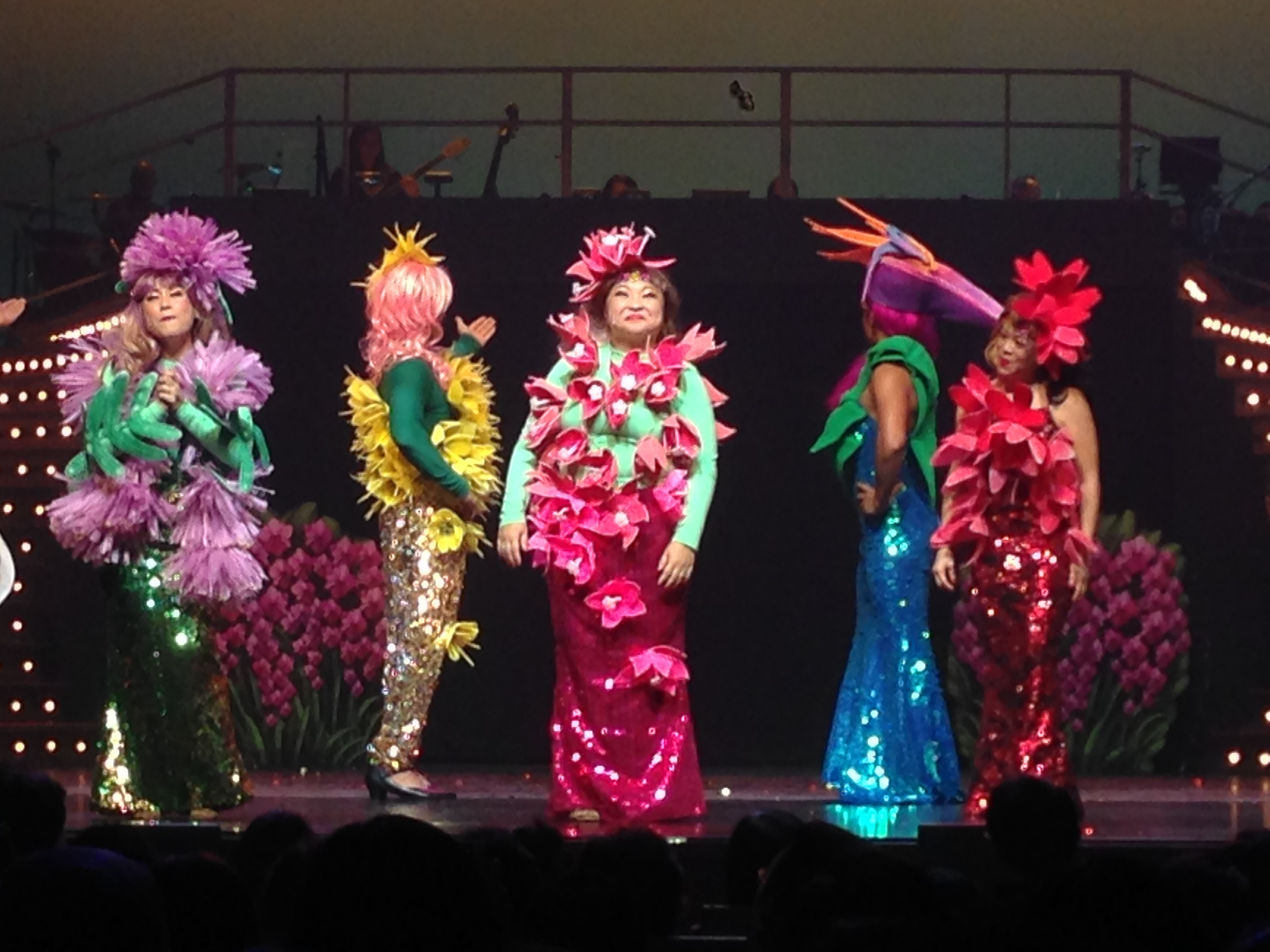
Tan (centro) en vivo con Di Sum Dollies.

Tan dejó de ejercer la abogacía en 1997 para dedicarse de lleno al mundo del entretenimiento. En 1998 presentó su espectáculo de comedia en vivo Selena Exposed! Low Guat Tin, director del Instituto Nacional de Educación, quedó impresionado con la actuación de Tan y la invitó a participar en la obra The Other Side of the Teacher's Table, con un éxito notable.
En el año 2000, Tan utilizó los ahorros de su vida para crear Dream Academy, una compañía independiente de arte y entretenimiento. Desde entonces, Dream Academy ha producido las series Crazy Christmas, Happy Ever Laughter, Broadway Beng, Meenah and Cheenah, The Hossan Leong Show y el trío de comedia Dim Sum Dollies en 2002.
Como actriz ha conformado el elenco de la producción de televisión singapurense Under One Roof entre 1999 y 2003, participó en el largometraje británico Rogue Trader, en la película de comedia I Not Stupid en 2002, en la película de Jack Neo de 2007 Just Follow Law y en la aclamada película Crazy Rich Asians del director Jon M. Chu en 2018.

## Plano personal
Tan estuvo casada con el abogado John Pok en 2005. Tuvieron un hijo.

## Filmografía destacada

### Cine y televisión
- Rogue Trader (1999)
- Under One Roof (1999-2000, 2001, 2003)
- I Not Stupid (2002)
- Phua Chu Kang Pte Ltd (2002)
- Homerun (2003)
- Daddy's Girls (2004-2005)
- Living with Lydia (2005)
- I Not Stupid Too (2006)
- Just Follow Law (2007)
- Gone Shopping (2007)
- Rojak (2016)
- Crazy Rich Asians (2018)
- Una boda explosiva (2023)

## Obras escritas
- Dim Sum Dollies
- Selena Exposed! (1998)
- Broadway Baby Kailan (1998)
- The 2nd Broadway Baby Kailan (1999)
- The Other Side of the Teacher's Table (1999)
- Maybe Knot
- Report Cuts
- PS21+
- Medicares
- Wanton Me
- It Takes Two
- Cinderellah
- Aladdin
- Pillow Talk